# 古典主義
古典主義（こてんしゅぎ）は、ヨーロッパでギリシャ・ローマの古典古代を理想と考え、その時代の学芸・文化を模範として仰ぐ傾向のこと。均整・調和などがその理想とされる。文脈により異なった意味合いで使用される。ロマン主義の対概念。
- イタリアのルネサンスは古典古代を復興しようとする文化運動であった。これは各国に大きな影響を与えた。
- フランス17世紀は古典主義の時代と言われる。古代に範を取った演劇が盛んになり、コルネイユ、ラシーヌ、モリエールは古典劇の三大作家とも言われる。

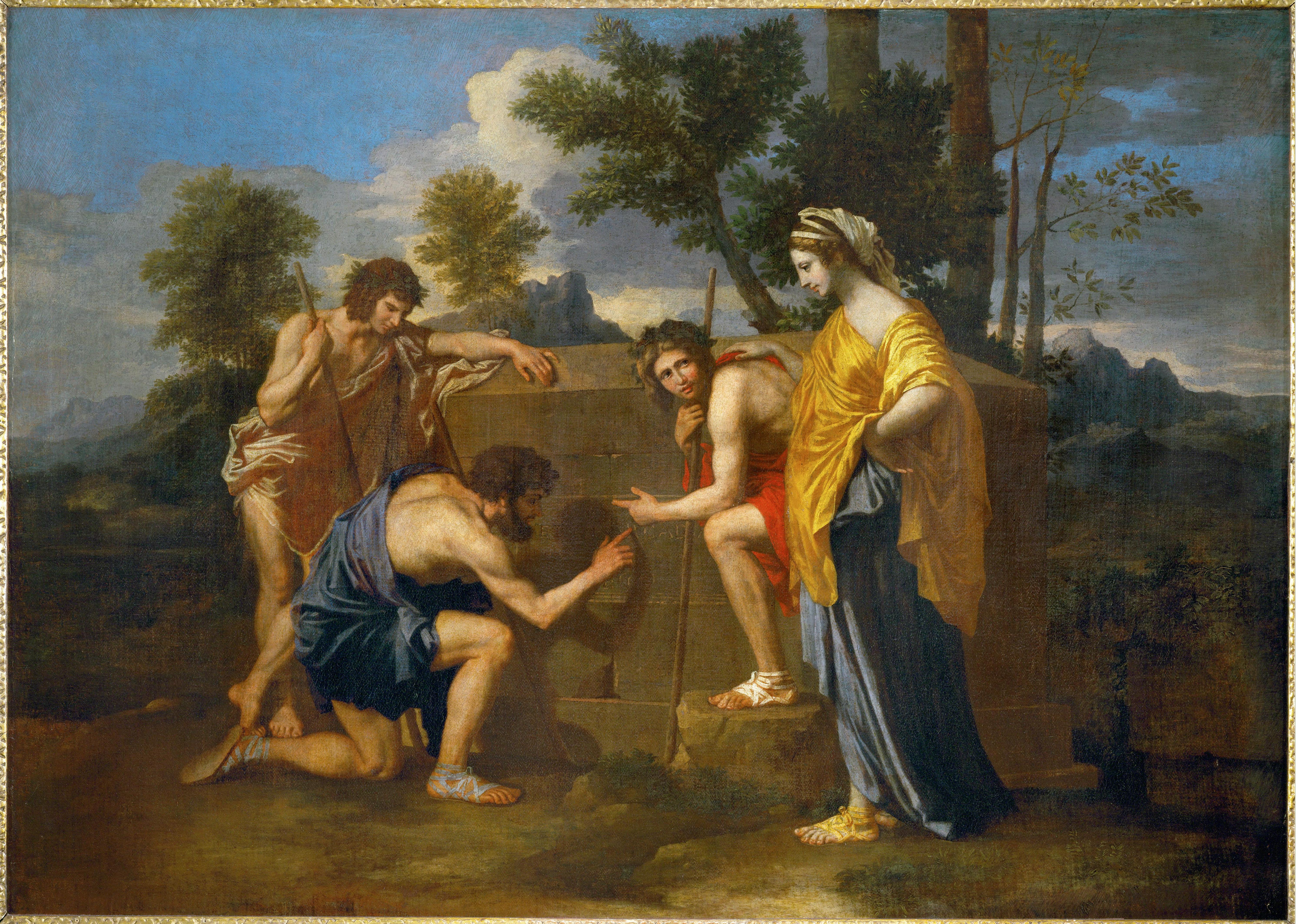
ニコラ・プッサン『アルカディアの牧人たち』1638 - 1640頃(ルーヴル美術館)。

- 劇的なバロック様式がヨーロッパ全土に波及した1600年代にあっても、フランス人には均衡と調和を求める傾向があった。この当時フランス人でありながらローマに住み着いたニコラ・プッサンやクロード・ロランらの作風を古典主義と呼ぶ。また当時のフランス全体にも共通する傾向で、ル・ナン兄弟やジョルジュ・ド・ラ・トゥールそしてフィリップ・ド・シャンパーニュやウスタシュ・ル・シュウールらの静謐で峻厳な作品を古典主義と看做すこともできる。
- フランス革命前後から、バロック美術に対して新古典主義美術が主張された。貴族的なバロックに対して、市民的な新古典主義といわれることもある。
- ドイツ文学は18世紀末、ゲーテ、シラーの二人によって頂点を極め、確立されたとされる。これを「ドイツ古典主義」あるいは「ワイマール・クラシック」と呼ぶ。
- 建築史では、ギリシア建築・ローマ建築を範とするルネサンス建築、新古典主義建築など、主にオーダーを用いる建築を古典主義の系譜と捉える。（対としてゴシック・リヴァイヴァル建築も参照）
- 音楽では、ハイドン、モーツァルト、ベートーヴェンが古典派音楽（古典主義音楽）と言われる。音楽の場合、ギリシア・ローマの古典を復興しようという意識があった訳ではないが、ソナタ形式に見られるように、調和の取れた構成の形式美を重んじている。（クラシック音楽も参照）
- クラシック・バレエがロシアで発達した。